# Umbrete
Umbrete és una localitat de la província de Sevilla, Andalusia, Espanya. L'any 2005 tenia 5.797 habitants. La seva extensió superficial és de 12 km² i té una densitat de 483,1 hab/km². Les seves coordenades geogràfiques són 37° 22′ N, 6° 09′ O. Està situada a una altitud de 1214 metres i a 15 kilòmetres de la capital de la província, Sevilla.

## Demografia
| 1996  | 1998  | 1999  | 2000  | 2001  | 2002  | 2003  | 2004  | 2005  | 2006  |
| ----- | ----- | ----- | ----- | ----- | ----- | ----- | ----- | ----- | ----- |
| 4.709 | 4.818 | 4.830 | 4.901 | 4.982 | 5.081 | 5.206 | 5.372 | 5.797 | 6.122 |